# Olbramovice (okres Znojmo)
Olbramovice (německy Wolframitz) jsou městys, který se nachází v okrese Znojmo v Jihomoravském kraji. Žije zde přibližně 1 200 obyvatel. Součástí obce jsou také vesnice Babice, Lidměřice a Želovice, s původními Olbramovicemi již nedílně srostlé, a východní část osady Na Samotě. Městysem protéká Olbramovický potok.

## Historie
První písemná zmínka o obci pochází z roku 1253. V letech 1938 až 1945 byly Olbramovice (v důsledku uzavření Mnichovské dohody) přičleněny k nacistickému Německu.
V roce 1949 došlo k administrativnímu sloučení čtyř blízkých obcí Babice, Lidměřice, Olbramovice a Želovice.
Od 23. října 2007 byl obci vrácen status městyse.

## Pamětihodnosti
- Kostel sv. Jakuba Staršího
- Zvonice
- Boží muka
- Socha svatého Jana Nepomuckého
- Sloup se sochou Ježíše Krista
- Sloup se sochou Panny Marie
- Radnice
- Fara
- Minimuzeum československého opevnění 1935–1938

## Galerie

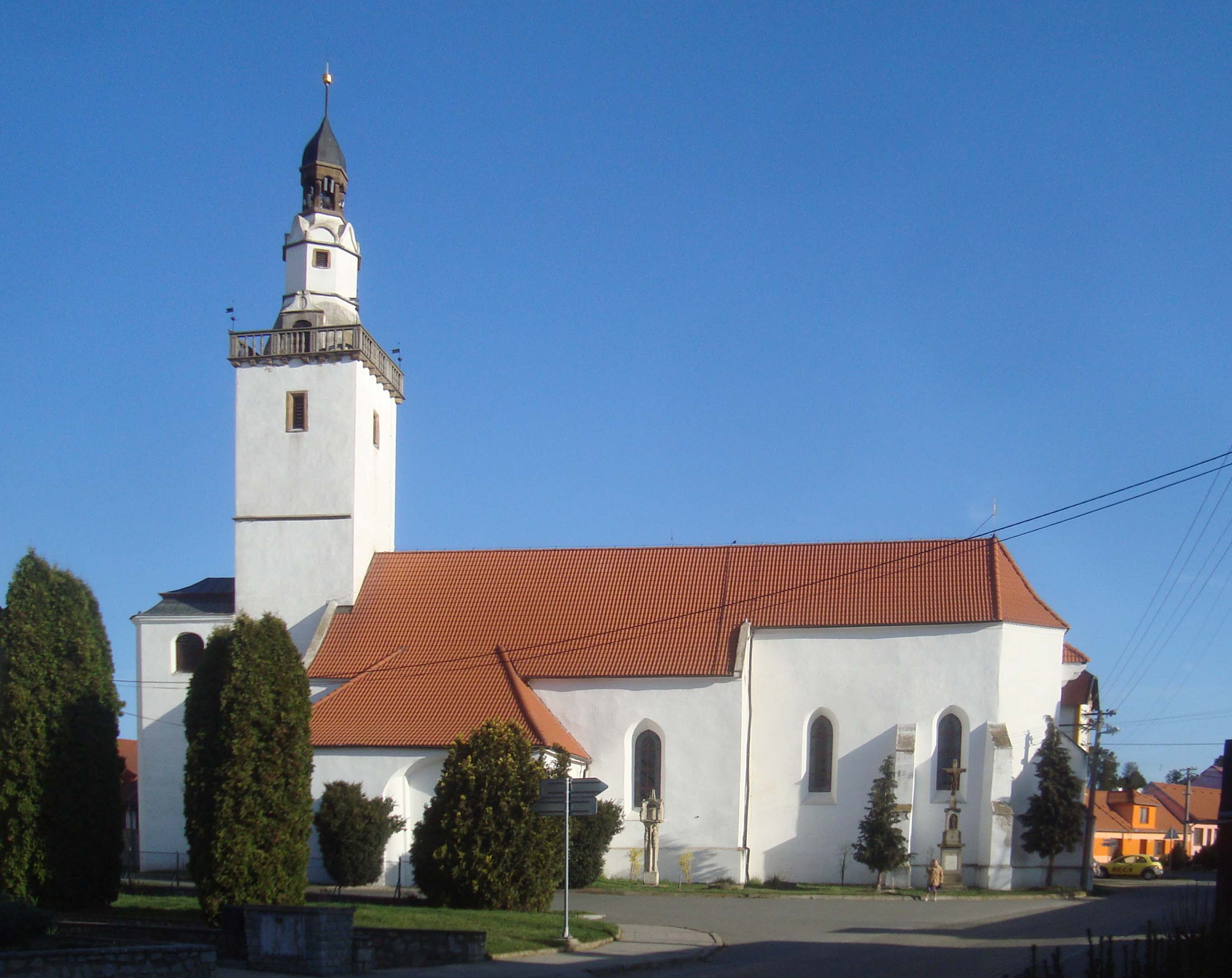
Kostel svatého Jakuba Staršího
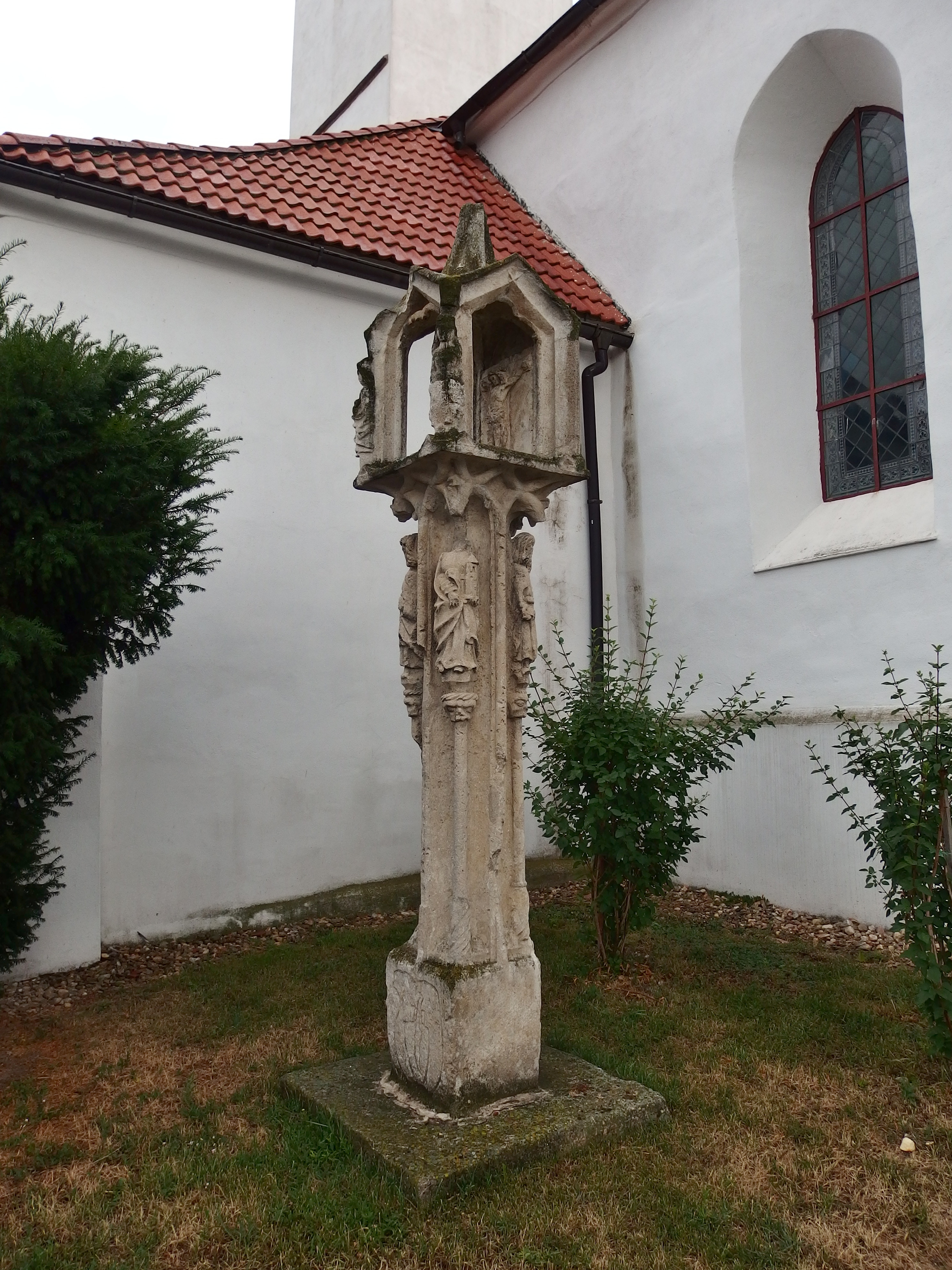
Gotická boží muka u kostela
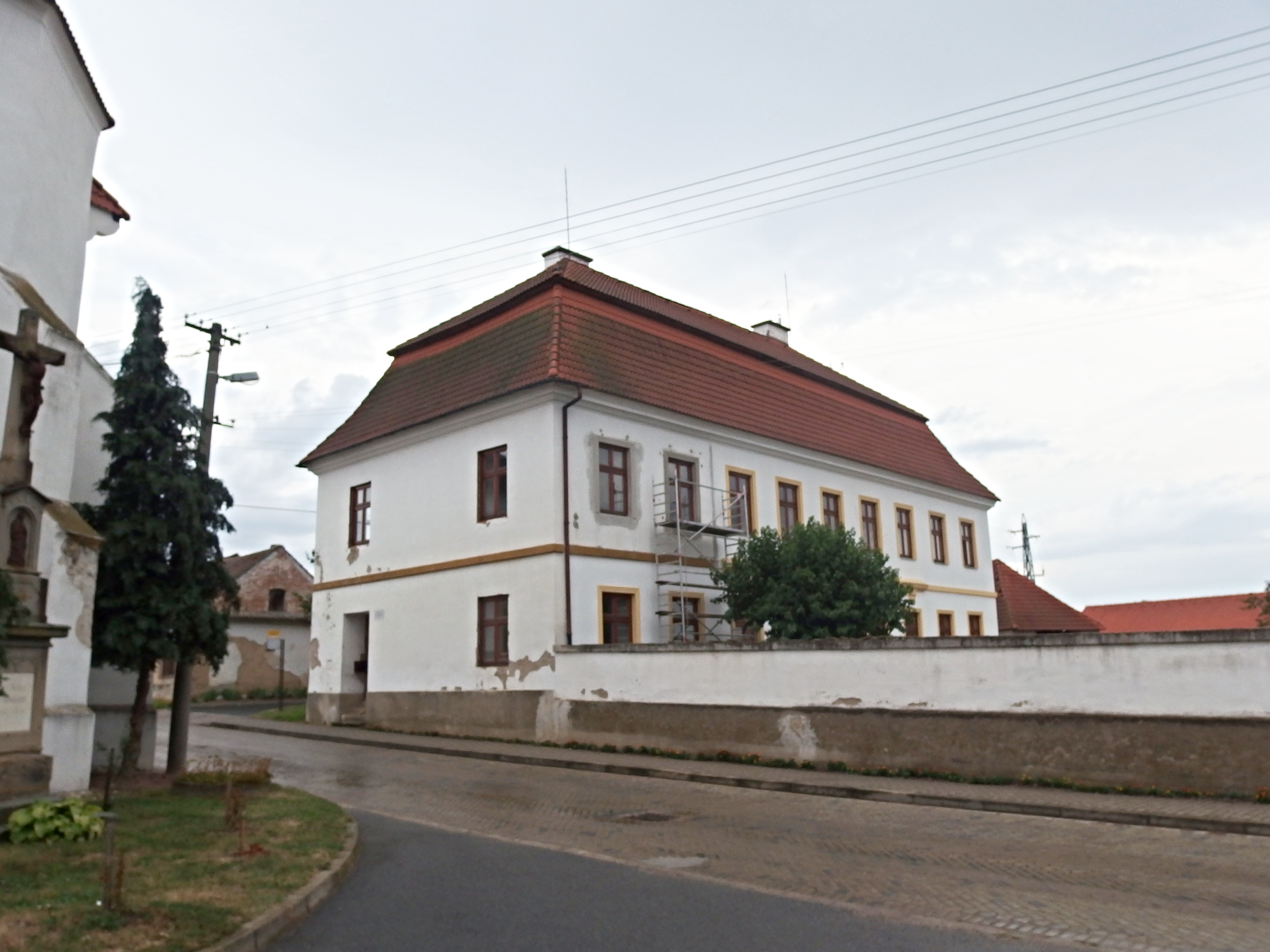
Fara
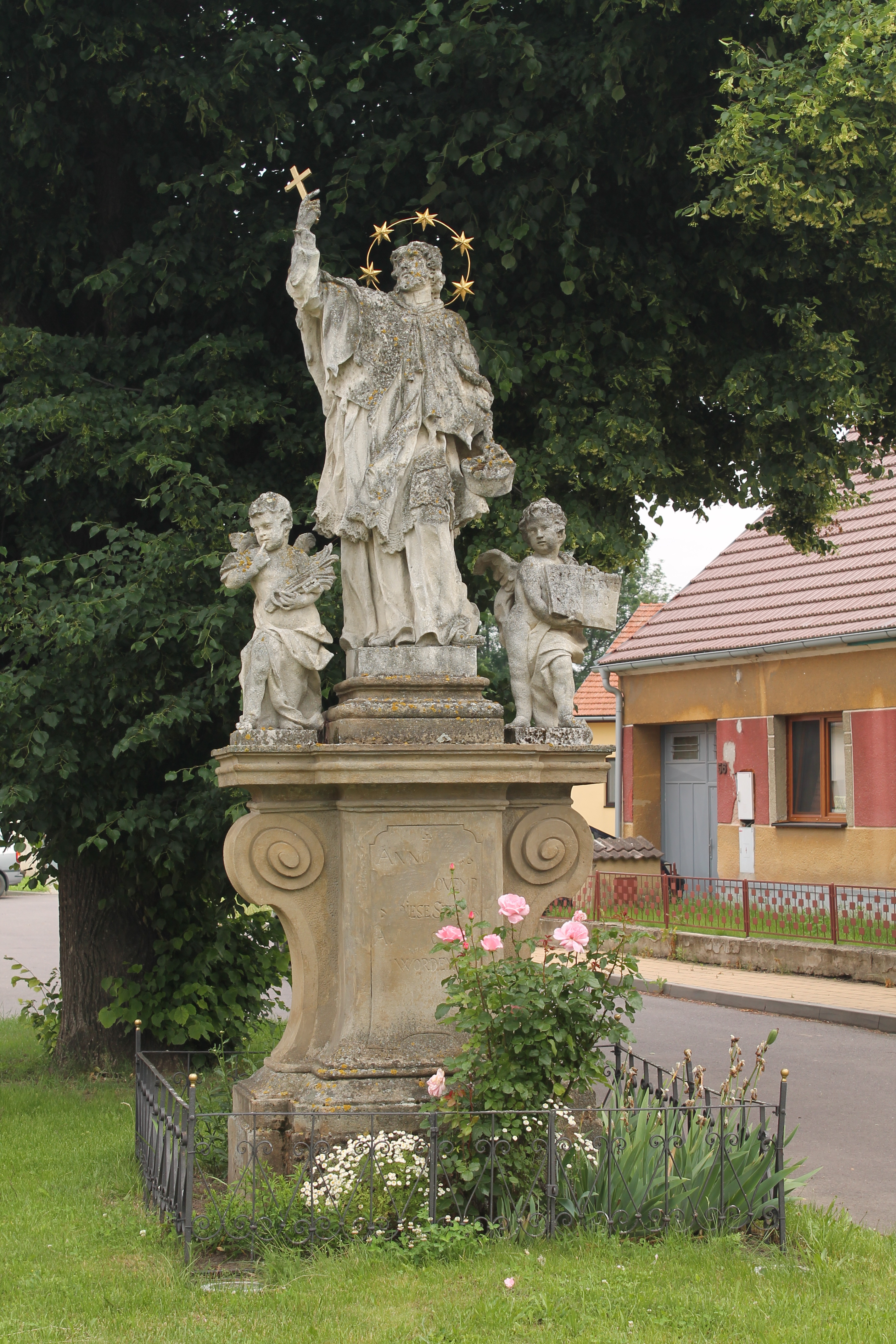
Socha svatého Jana Nepomuckého
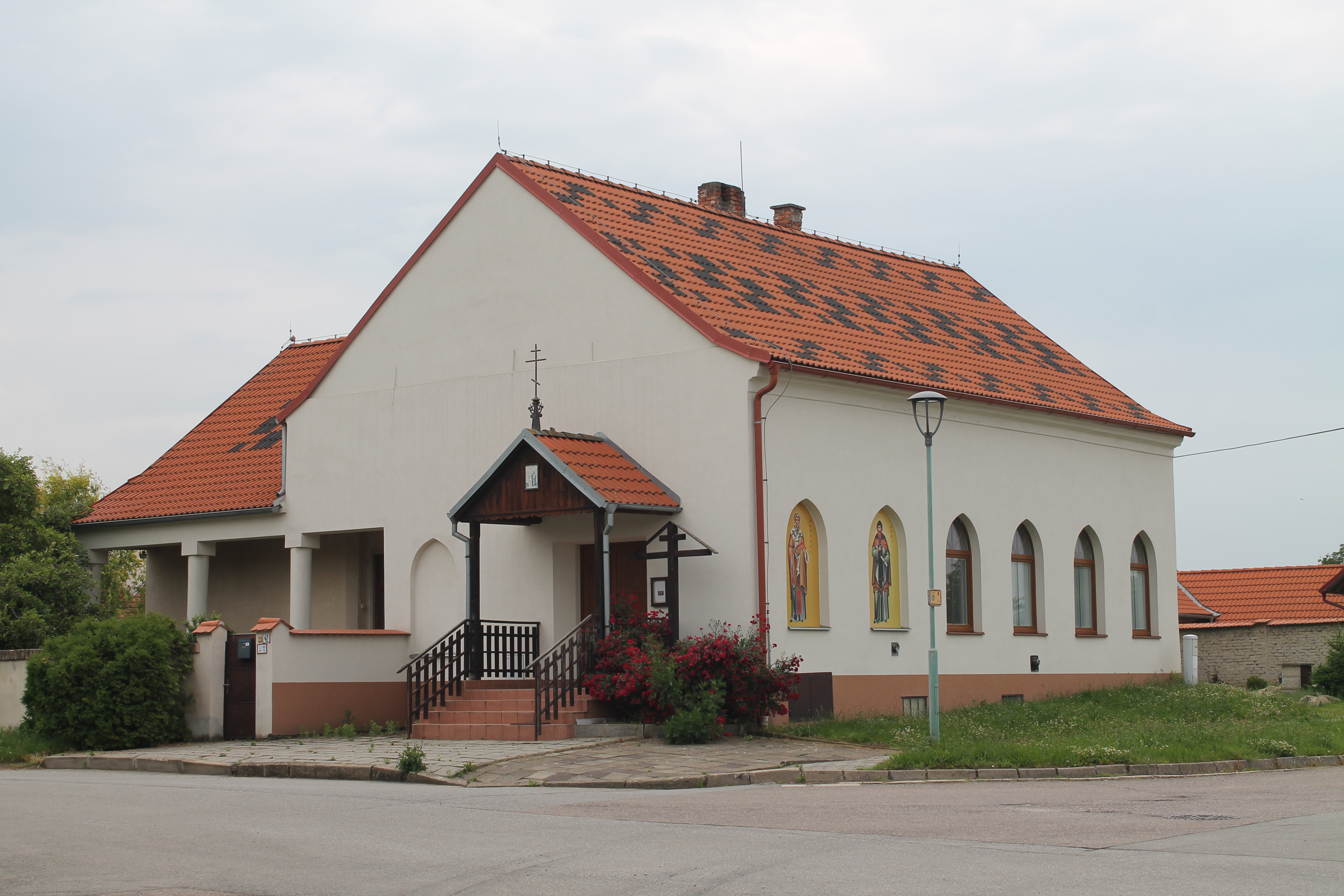
Pravoslavná kaple svatého Cyrila a Metoděje
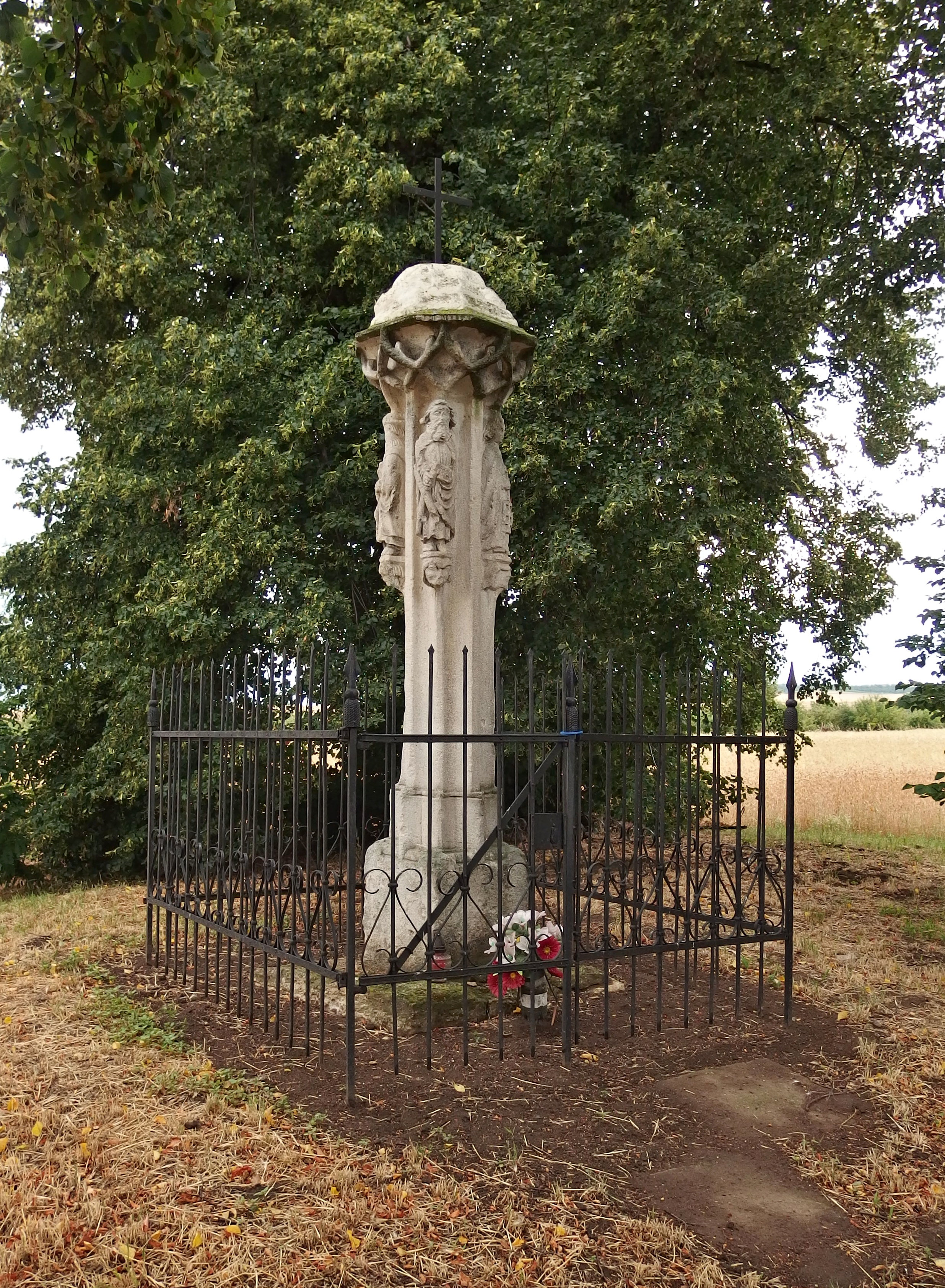
Boží muka při silnici do Moravského Krumlova
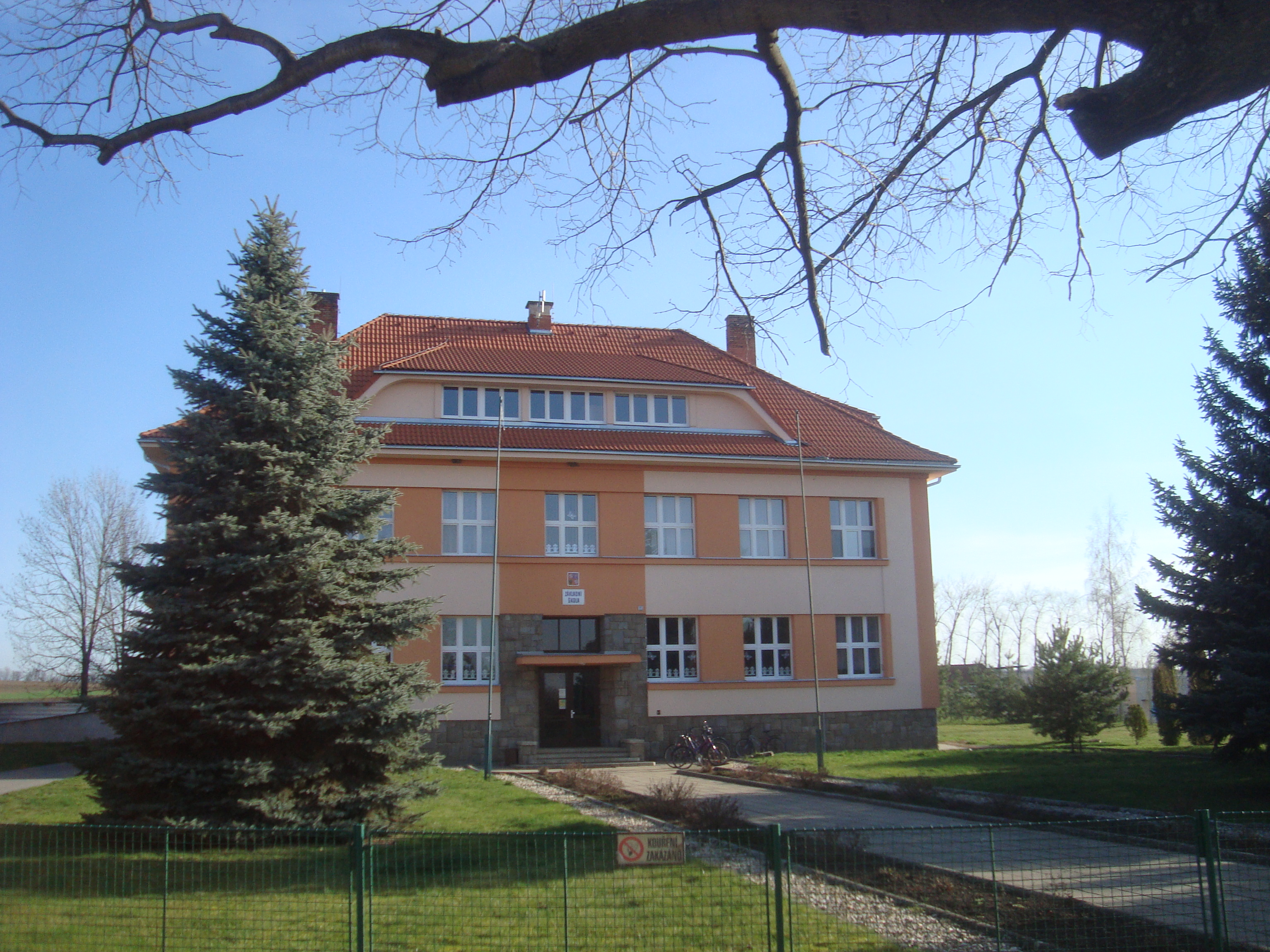
Základní a mateřská škola